# Yeda Pessoa de Castro
Yeda Pessoa de Castro (Salvador de Bahia, 10 de diciembre de 1937) es una antropóloga, escritora, etnolingüista, doctora en Lenguas Africanas por la Universidad Nacional del Zaire y consultora técnica en Lenguas Africanas del Museo de la Lengua Portuguesa en la Estación de trenes da Luz de São Paulo, miembro de la Academia de Letras da Bahia. Pertenece al GT de Literatura Oral y Popular de ANPOLL y es Miembro Permanente del Comité Científico Brasileño del "Proyecto Rota do Escravo (La Ruta del Esclavo)" de la UNESCO.
Es profesora jubilada de la Universidad Federal de Bahía (UFBA) y, actualmente, consultora técnica y profesora en la Universidad Estadual de Bahía (UNEB), estando al frente del NGEALC - Núcleo de Estudios Africanos y Afrobrasileños en Lenguas y Culturas, de la cual es fundadora.

## Formación
En 1958, obtuvo una licenciatura en Letras Anglo Germánicas, por la Universidad Federal de Bahía. En 1972, la maestría en Ciencias Sociales (CAPES concepto 5) por la Universidad Federal de Bahía, UFBa, defendiendo la tesis: Terminología religiosa, y vocabulario del habla cotidiana de una casa de culto afro-brasileño - discurso religioso y cotidiano - con la asesoría de Joselice Macedo de Barreiros, y Olasope Oylaran. En 1974, otra maestría, ahora en lenguas africanas, por la Universidad de Ife; con la tesis: Terminología religiosa y vocabulario del habla cotidiana de una casa de culto afro-brasileño, orientada por Olasope Oyelaran. En 1976, el doctorado en lenguas y literaturas africanas, por la Universidad Nacional del Zaire, con la tesis: Integración del africano a los dialectos de Bahía en Brasil, orientado por Jean-Pierre Angenot.

## Desarrollo profesional
- Consultora Técnica en Lenguas Africanas, para el Proyecto Estación da Luz de Nuestra Lengua, Fundação Roberto Marinho, São Paulo, a partir de 2004.

- Consejera de la Fundação Cultural Palmares, Ministerio da Cultura, Brasília, 2001-2003

- Agregada Cultural de la Embajada de Brasil, en Puerto España, Trinidad y Tobago, 1986-1988

- Consultora y orientadora en la elaboración de proyectos en el área de Educación, en la Universidad Estadual de Santa Cruz - UESC/Ba - Departamento de Letras y Artes, Núcleo de Estudios Afro-Baianos Regionales KÀWÉ, 2000-2001

- Miembro del Consejo Científico y del Comité de Lectura de Coloquio Internacional "Le Gabon et le Monde Iberique", Universidad Omar Bongo , Libreville, Gabón, mayo de 2002

- Miembro Permanente del Consejo Científico de la Revista Kilombo, publicación de [CERAFIA], Universidad Omar Bongo, Gabón

- Árbitra de [CAPES] y de varios libros, revistas, periódicos científicos, de Brasil y del exterior

- Profesora Visitante en universidades de África y del Caribe, donde actuó también como Agregada Cultural de la Embajada de Brasil en Trinidad y Tobago, siendo el primer brasileño en defender tesis de estudios de postgrado en una universidad africana, y único hasta ahora en su especialidad.

- En Bahía, Directora del Centro de Estudios Afro-Orientales, y fundó el Museo Afro- Brasileño en Salvador; y, actualmente es Profesora Visitante de posgrados de la donde enseña lenguas y culturas africanas en el Brasil.

- La importancia de su investigación, con el resultado de más de treinta años de indagaciones en ambos lados del Atlántico, obteniendo reconocimientos internacionales. Ha realizado conferencias en congresos internacionales en varios países por invitación de la ONU, la UNESCO y de instituciones académicas donde fueron publicados sus estudios africanos, obteniendo, una renovación en los estudios afro-brasileños, descubriendo la extensión de la influencia banto en el Brasil, e introduciendo esa participación de hablantes africanos en la formación del portugués brasileño.

- Autora de Hablares Africanos en Bahía: un vocabulario afro-brasileño (Academia Brasileira de Letras / Topbooks Editora, 2001, 2ª ed. 2005), aceptado por la crítica como la obra más completa escrita, hasta ahora, sobre lenguas africanas en el Brasil, un libro que se tornó un clásico en la materia, y A língua mina-jeje no Brasil: un hablar africano en Ouro Preto del siglo XVIII (Fundación João Pinheiro, Secretaría de Cultura de Minas Gerais, 2002),[6] además de numerosos artículos y conferencias, publicados en revistas científicas, anales de congresos, etc., de Brasil y en el exterior.

## Algunas publicaciones
- (2012). O Trafico transatlântico e a distribuição da população negra escravizada no Brasil Colônia. Africanias.com 2, p. africanias.com-13

- (2011). Marcas de Africania no Português Brasileiro. Africanias.com 1, p. africanias.com-07

- (2009). Marcas lexicais africanas em contextos afro-brasileiros. KILOMBO 5: 119-131

- (2009). A Identidade Tecida pela Palavra. Rev. do Instituto Geográphico e Histórico da Bahia 104: 30-45

### Libros
- (2009) - Falares africanos na Bahia: um vocabulário afro-brasileiro. Rio de Janeiro: Academia Brasileira de Letras/ Topbooks Editora e Distribuidora de Livros Ltda. (2ª ed. - reimpreso)

- (2005) - Falares africanos na Bahia: um vocabulário afro-brasileiro. Rio de Janeiro: Academia Brasileira de Letras/ Topbooks Editora e Distribuidora de Livros Ltda. (2ª ed.)

- (2002) - A língua mina-jeje no Brasil: um falar africano em Ouro Preto do século XVIII. Belo Horizonte: Fundação João Pinheiro (Coleção Mineiriana)

- (2001) - Falares africanos na Bahia - um vocabulário afro-brasileiro. Rio de Janeiro, Academia Brasileira de Letras/ Topbooks Editora e Distribuidora de Livros Ltda.

### Capítulos de libros
- (2012). Cuestões teóricas específicas. En: Claudia Xatara; Cleci Regina Bevilacqua; Philippe René Marie Humblé (orgs.) Dicionários na teoria e na prática: como e para quem são feitos. São Paulo: Parábola Editorial, p. 58-61

- (2011). Aspectos Culturais e Linguísticos de Africania no Caribe. En: Carlos Henrique Cardim; Rubens Gama Dias Filho (orgs.) A Herança Africana no Brasil e no Caribe - The African heritage in Brazil and the Caribbean. Brasília: Fundação Alexandre Gusmão - MRE, pp. 89-102

- (2010). A participação de falantes africanos no português brasileiro: aspectos sócio-históricos e linguísticos. En: Instituto Internacional da Língua Portuguesa; Associação das Universidades de Língua Portuguesa (org.) Interprenetração da língua e culturas de/em língua portuguesa na CPLP. Praia - Cabo Verde: Instituto IILP e AULP, pp. 106-115

- (2010). A língua de santo, marca de identidade etnoreligiosa. En: Cornelia Doll; Sybile Grosse; Christine Hunxdt; Axel Schönberger (orgs.) De arte Grammatica. Festschrift für Eberhard Gärtner. Frankfurt am Main: Valentia, pp. 79-87

- (2009). O português do Brasil, uma intromissão nessa história. En: Charlotte Galves, Helder Garmes, Fernando Rosa Ribeiro (orgs.) África-Brasil: caminhos da língua portuguesa. Campinas: Editora Unicamp Ltda. pp. 175-184

- (1999). Também mulher, imagem de Deus. En: Mulher Negra: preconceito, sexualidade e imaginario. Fatima Quintas (org.) INPSO/FUNDAJ, Instituto de Pesquisas Sociais, Fundação Joaquim Nabuco, Ministerio de Educação, Gob. Federal, Recife, pp. 1-9

- (1990) - No canto do acalanto. Salvador. Centro de Estudios Afro-Orientales, Série Ensaio/Pesquisa, 12

### Otras publicaciones
- (2012). Camões com dendê. La confrontación del portugués con las lenguas bantúes, en lugar de un conflicto por la falta de comunicación se tradujo en la africanización del idioma.en línea

- (1980) - “Os falares africanos na interação social do Brasil Colônia”. Salvador, Centro de Estudios Baianos/UFBA, nº 89

- Influência das línguas africanas no português brasileiro[7] http://www.gsuas.com.br/

## Honores

### Premios y Homenajes
- Comendadora de la Orden de Rio Branco, por el Ministerio de Relaciones Exteriores , 1997

- Comenda Maria Quitéria, por la Cámara de Concejales de la Ciudad de Salvador , 1989

- Socia Benemérita de la Fundación Baiana do Culto Afro-brasileiro - FEBACAB, 1994

- Gran Benemérita de la Cultura Afro-Banto Brasileña por los Terreiros componentes de Eco-Banto, São Paulo, 2008

- Homenajeada por el Afoxé Filhos do Congo, Carnaval de 2007. Salvador, Bahía

- Homenajeada por el Grupo Cultural Afoxé Loni , por su vida y obra dedicadas a los estudios y a la realidad afrobrasileña, en el Carnaval de las Culturas de Berlín, Alemania, mayo de 2008

### Coediciones
- 2011 - actual, Periódico: AFRICANIAS

- 2008 - actual, Periódico: Kilombo (Libreville)

- 1962 - 1992, Periódico: Afro-Ásia (UFBA)

- 1998 - actual, Periódico: Caderno Pós Ciências Sociais (UFMA) (cesó en 2005. Cont. 1983-4527 Revist)

### Revisora de periódicos
- 2011 - actual, Periódico: AFRICANIAS.COM